# اینگای
اینگای (به لاتین: Ainggyi) یک منطقهٔ مسکونی در میانمار است که در ناحیه ماندالی واقع شده‌است.